# Голицын, Александр Фёдорович
Князь Алекса́ндр Фёдорович Голи́цын (29 июля 1796 года — 12 ноября 1864 года, Санкт-Петербург) — действительный тайный советник, член Государственного совета Российской империи из рода Голицыных.

## Биография
Четвёртый из пяти сыновей тайного советника, камергера, попечителя Московского университета князя Фёдора Николаевича (1751—1827) от брака с княгиней Варварой Ивановной Волконской, урождённой Шиповой (ум. 1808).
В службу вступил 10 апреля 1816 года из пажей, с чином 14-го класса в коллегию Иностранных дел. В том же году ему был пожалован орден Святого Иоанна Иерусалимского. Вскоре после этого князь Голицын был назначен в мадридскую миссию. Находясь в Испании, в январе 1818 пожалован в камер-юнкеры Высочайшего Двора, а в июле того же года удостоен ордена Св. Владимира 4-й степени, за попечение о русских морских служителях в Кадиксе и получил испанский орден Карлоса III.
Принужденный временно оставить службу, князь Голицын однако вскоре поступил на службу, с причислением к Канцелярии Цесаревича и Великого Князя Константина Павловича, которой он впоследствии и управлял. Князь Голицын произведен в 1826 году в коллежские асессоры, в 1828 году в надворные советники. В 1830 году он награждён орденом Святого Станислава 2 степени со звездой. В 1831 году по кончине цесаревича, князю повелено состоять при Особе Его Величества, в том же году он произведён в статские советники и награждён орденом Святого Владимира 3 степени. 4 апреля 1835 года князь произведен в действительные статские советники, а в 1838 году пожалован в статс-секретари и назначен членом комиссии прошений, в следующем году ему повелено быть статс-секретарем у принятия прошении на Высочайшее Имя приносимых.
15 марта 1845 года он произведен в тайные советники. В 1847 году князю была выдана ссуда, без процентов 15000 рублей серебром с возвратом через десять лет.
1 января 1853 года князь Голицын назначен Членом Государственного совета с оставлением в прежнем звании и должностях, тогда же он был награждён алмазными украшениями к ордену Святого Александра Невского. 26 августа 1856 года он произведён в действительные статские советники (т. е.,явно понижен в чине?) и пожалован прибавкою к жалованию по 2 000 рублей серебром в год.
В последнее время своей службы князь был также членом Комитета призрения заслуженных гражданских чиновников и Мануфактурного совета и действительным членом совета Императорского человеколюбивого общества. За службу удостоен всех высших российских орденов: Св. Станислава 1-й степени (1841), Св. Анны 1-й степени, с Императорской короной (1846), Белого Орла (1848), Св. Александра Невского (1851), Св. Владимира 1-й степени (1849), Св. Апостола Андрея Первозванного (1856/1864).
Умер 12 ноября 1864 года, похоронен вместе с женой в Воскресенском девичьем монастыре в Петербурге.

## Семья
Жена (с 15 мая 1821 года) — графиня Надежда Ивановна Кутайсова (26.11.1796—14.02.1868), фрейлина Высочайшего двора, дочь обер-шталмейстера И. П. Кутайсова (любимца императора Павла I), наследнице подмосковной усадьбы Рождествено. Живя в течение нескольких лет с мужем в Польше, Надежда Ивановна была свидетельницей Варшавского восстания и последовавших за ним военных действий, о чём оставила интересные воспоминания. Умерла в Петербурге от слизистой лихорадки, похоронена в Воскресенском Новодевичьем монастыре. В браке имели детей:
- Евгений Александрович (1822—1854), капитан-лейтенант флота, учился у И. Ф. Крузенштерна. Плавал на корабле «Або», совершившем кругосветное путешествие. Писатель, автор «Руководства и практической навигации и мореходной астрономии», изданного в 1854 году. Кавалер ордена Св. Анны 2 ст., шведского ордена Меча, датского ордена Данеброга, персидского ордена Льва и Солнца. Адъютант генерал-адмирала вел. князя Константина Николаевича. Трагически погиб 17 мая 1854 года — утонул на Кронштадтском рейде при испытании шлюпок. Похоронен в Сергиевой пустыни под Петербургом.
- Александра Александровна (1823—1918), родилась в Москве, фрейлина двора, с 12 мая 1857 года замужем за Свиты Е. И. В. генерал-майором И. Н. Толстым (1832—1904), их дочь Надежда (1860—1937) была замужем за композитором А. С. Танеевым, внучка известная фрейлина А. А. Вырубова.

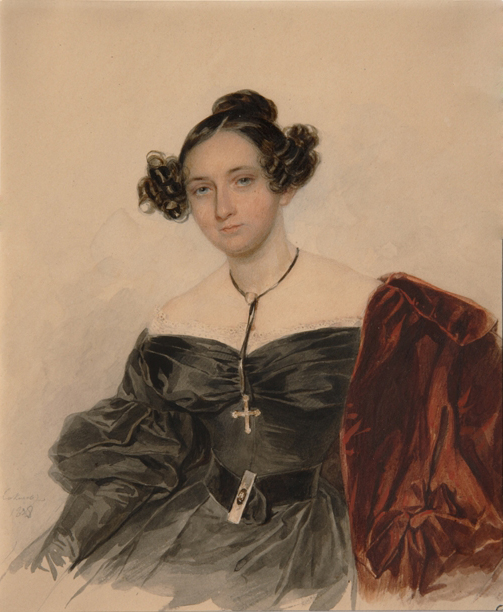
Надежда Ивановна, жена
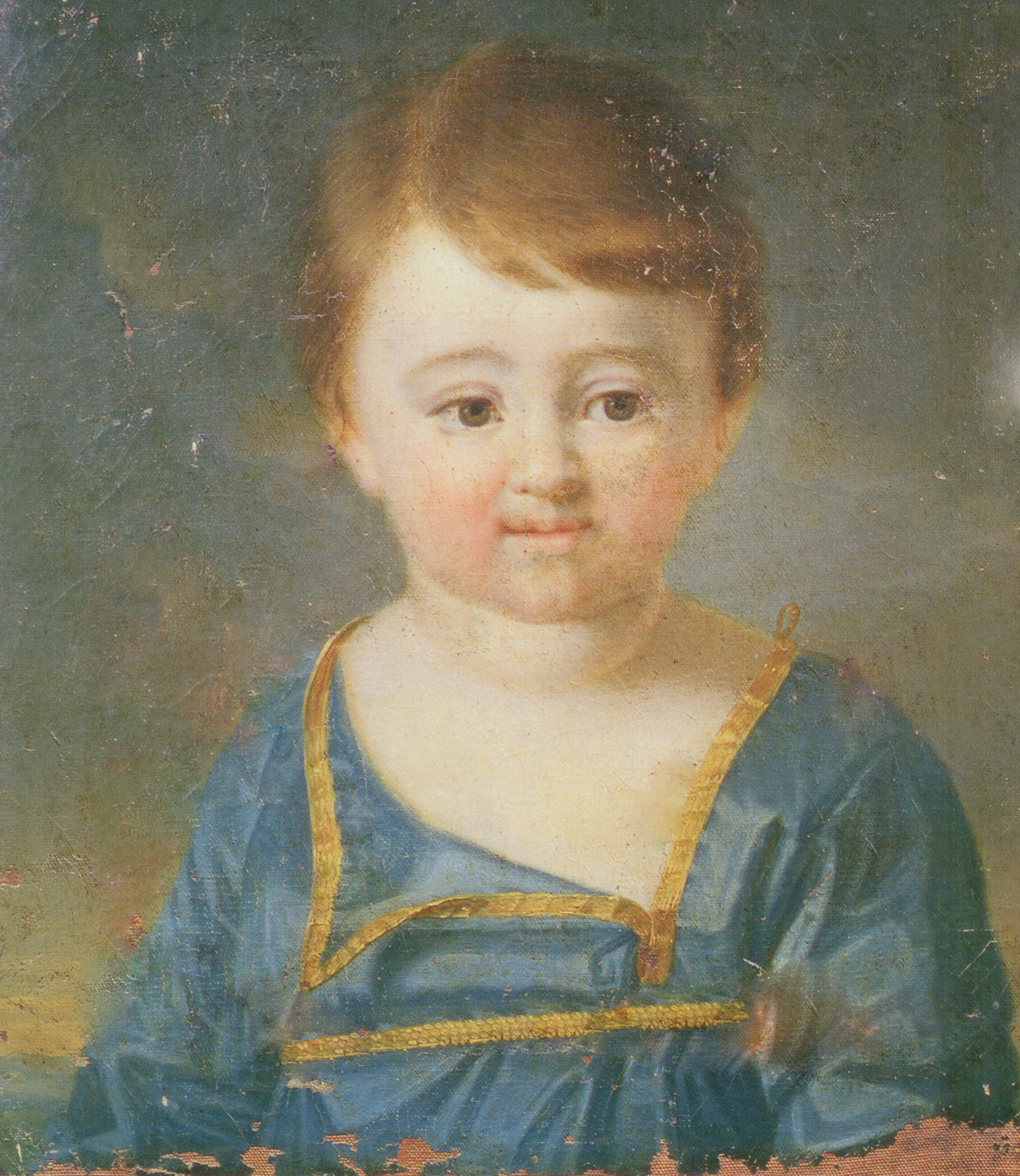
Евгений Александрович, сын
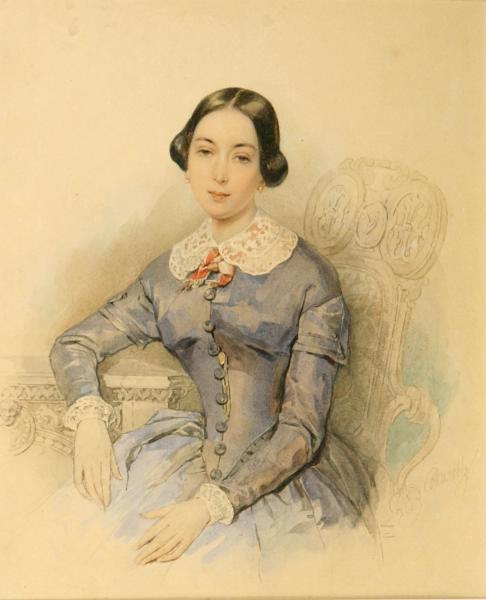
Александра Александровна, дочь